# 505 Cava
505 Cava

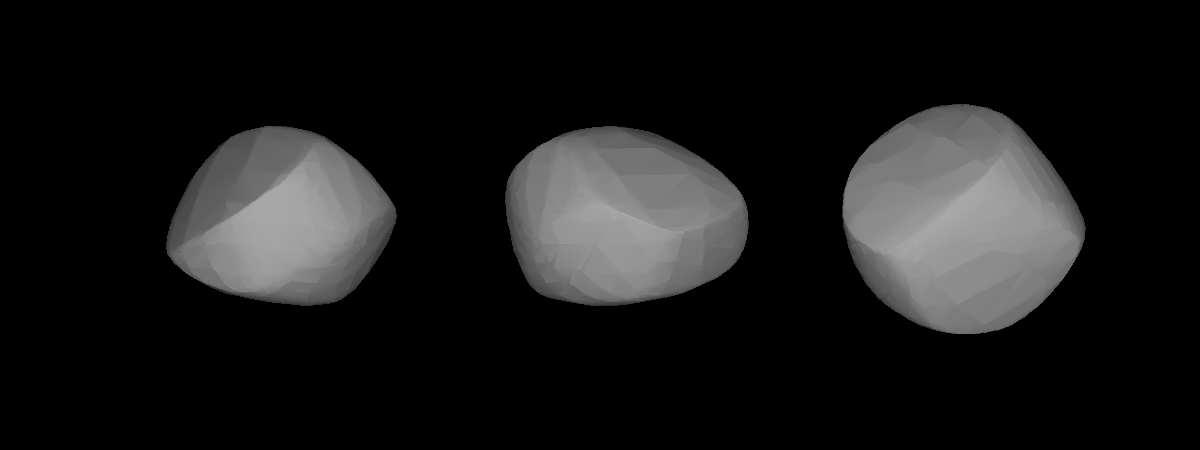
Mô hình 3D của 505 Cava

505 Cava là một tiểu hành tinh ở vành đai chính. Nó được R. H. Frost phát hiện ngày 21.8.1902 ở Arequipa (Peru), và được đặt theo tên Cava, một nhân vật trong thần thoại Inca.